# Лидо
Ли́до (итал. Lido) — протяжённый 12-километровый остров, отделяющий Венецианскую лагуну от Адриатики, находящийся в Венеции приблизительно в 1 км от исторической части города, славится своими пляжами. Ежегодно в сентябре на Лидо проходит Венецианский кинофестиваль, первая церемония которого была проведена в 1932 году.

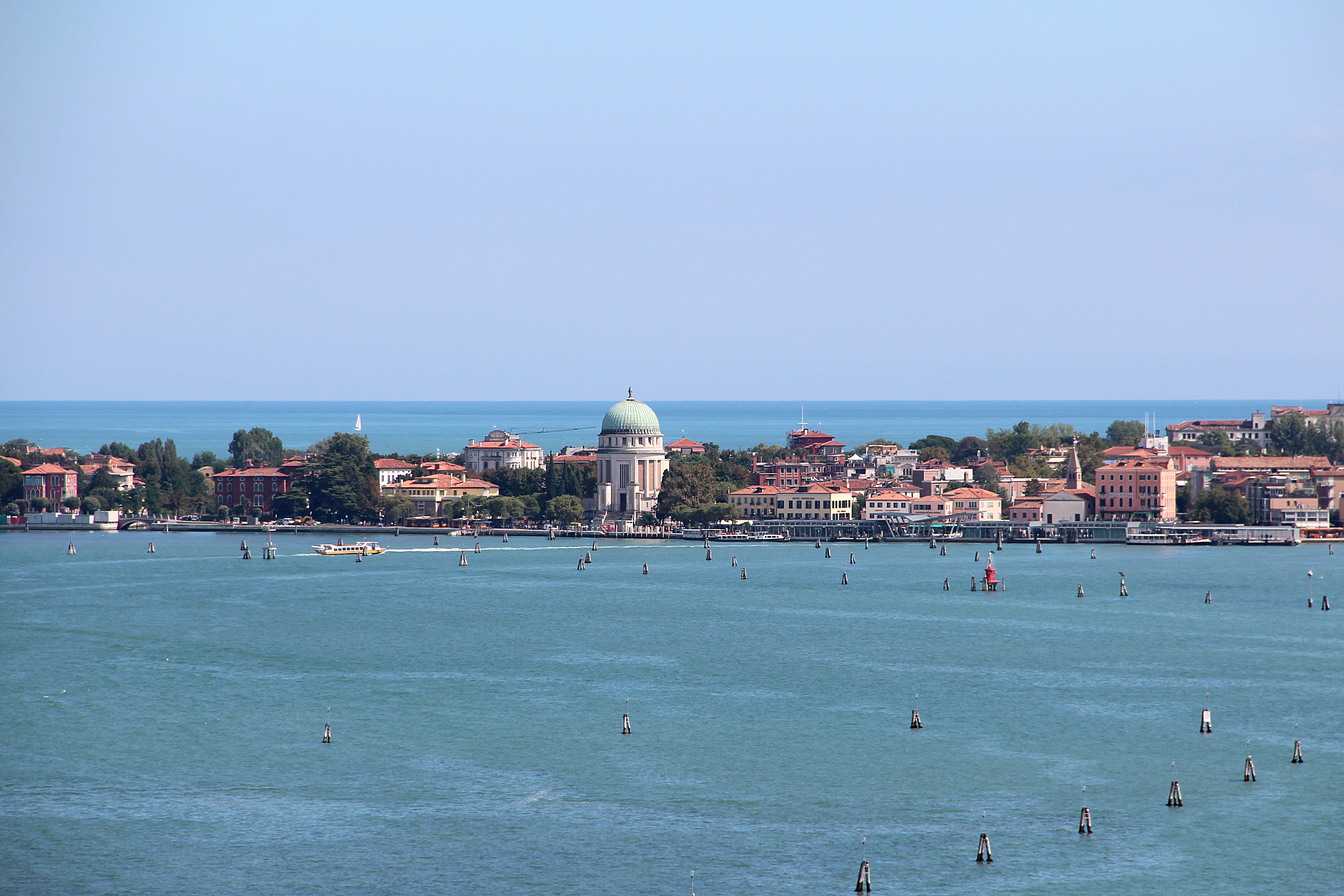
Вид на остров Лидо с колокольни базилики Сан-Джорджо-Маджоре.

## География
Административно остров Лидо разделён на три квартала:
- В северной части острова находится Лидо, где проводится вышеупомянутый кинофестиваль.
- В центре — Маламокко.
- На южной оконечности находится Альберони.

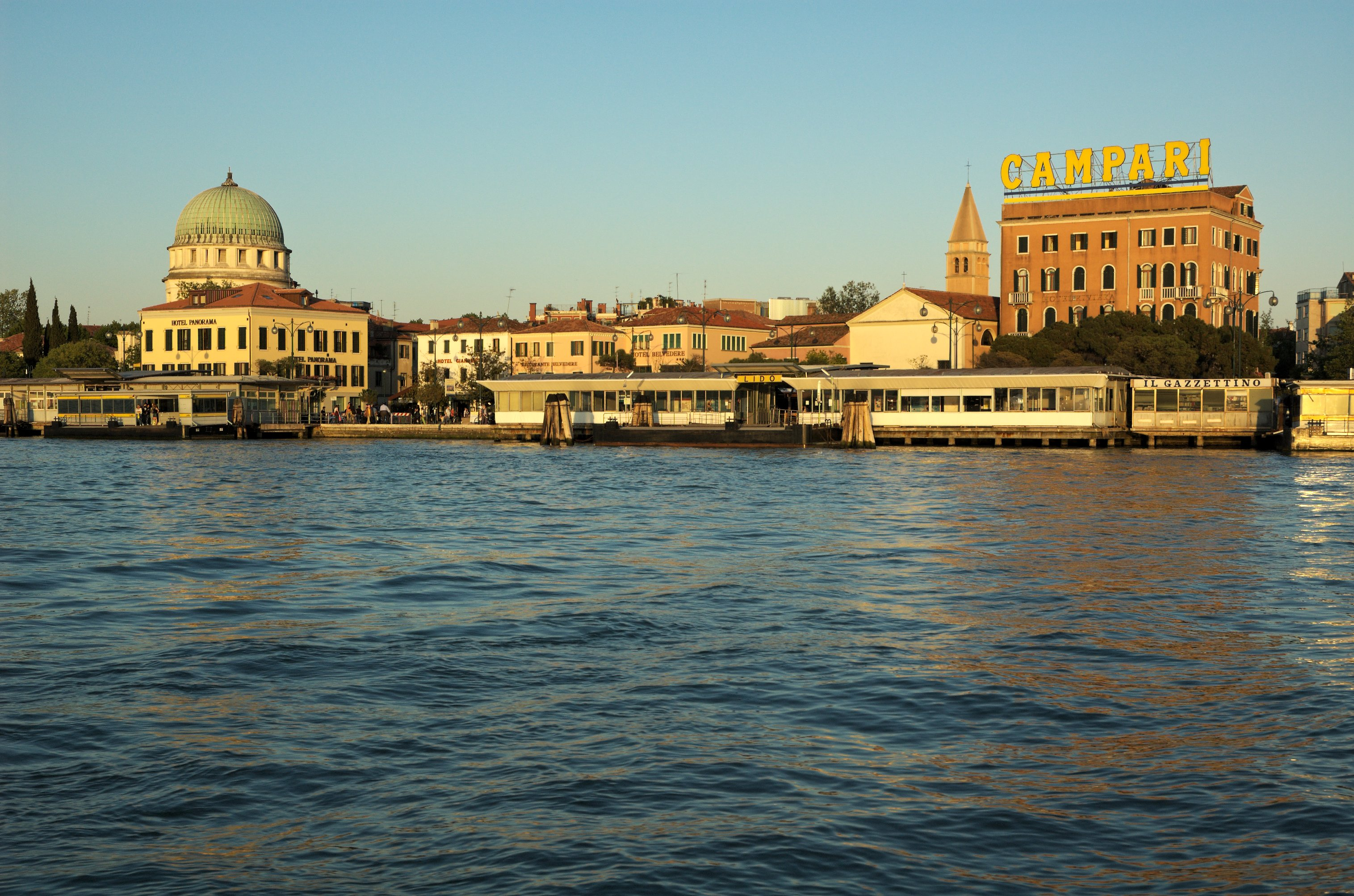
Причал катеров в Лидо. Вид из лагуны.

По меньшей мере половина острова со стороны Адриатического моря состоит из песчаных пляжей, часть которых принадлежит различным отелям. К ним относятся Excelsior и des Bains, описанные Томасом Манном в его новелле «Смерть в Венеции». Эти пляжи являются частными, а на северной и южной сторонах острова имеются два огромных общественных пляжа.
Сердце острова — улица Санта-Мария-Елизавета, около 700 м в длину, ведет от лагуны к морю. На острове располагаются отели, магазины и туристические рестораны. В конце лагуны Гран Viale находится лодочный причал.
Температура воды на поверхности Адриатического моря, воды которого омывают остров Лидо, в летнее время колеблется от 22 до 24 °C (72—75 °F), а в зимнее — от 12 до 14 °C, однако может снижаться и до 9 °C (48 °F). В течение особенно холодных зим на поверхности мелководных прибрежных вод, особенно в Венецианской лагуне, может образовываться морской лёд. Пляжи и гавани острова Лидо участвуют в программе сертификации Blue Flag beach, выдерживая жёсткие требования относительно стандартов качества, включающие защиту окружающей среды, чистоты воды, безопасности и сферы услуг туризма.

## История
В Средневековье известен как остров святого Николая. С 1053 года в северной части стояло бенедиктинское аббатство, построенное для сохранения останков Святого Николая, покровителя моряков. В 1389 году небольшой участок неподалёку от церкви был выделен Республике Венеция под кладбище для захоронения евреев (представляет большой интерес, в настоящее время восстановлено и открыто для посещений).
Вскоре, в XVII веке, заселяются и развиваются села вокруг новой церкви Санта-Мария-Элизабет.
В XVIII веке для защиты лагуны от моря был построен мол, который простирается почти до площади казино, построенное в 1930-х годах.
В центре острова сохранились несколько зданий конца XIX века и церковь, возведённая после Первой мировой войны в память о погибших.
Лидо очень любили многие поэты и писатели и выбирали его в качестве места отдыха или жительства: например, Джордж Гордон Байрон, Томас Манн, Сергей Есенин.

## Пляжи
Пляжи Лидо обязаны своей славой мелкому золотому песку и чистой воде, а также защите двух плотин. На обеих сторонах острова каналы входят в лагуну для морских перевозок, которые направляются в порт Венеции. Ведутся работы по строительству системы защиты против приливов, эти работы критикуются жителями за их якобы низкую эффективность и плохое воздействие на окружающую среду.